# Jean-Michel Lesage
Jean-Michel Lesage (ur. 1 maja 1977 w Bourg-la-Reine) – francuski piłkarz występujący na pozycji pomocnika. Obecnie jest zawodnikiem Le Havre AC.

## Kariera
Lesage profesjonalną karierę rozpoczynał w pierwszoligowym klubie Le Havre AC. W jego barwach zadebiutował 13 lutego 1999 w przegranym 0-1 ligowym meczu z FC Sochaux-Montbéliard. W debiutanckim sezonie 1998/1999 zagrał w lidze pięć razy. Od początku następnego stał się podstawowym graczem jedenastki Le Havre. 30 października strzelił pierwsze gole w zawodowej karierze. Były to dwie bramki zdobyte w wygranym 3-1 spotkaniu z Paris Saint-Germain. W 2000 roku zajął z klubem przedostatnie, siedemnaste miejsce i spadł z nim do drugiej ligi. Na zapleczu ekstraklasy jego klub spędził dwa sezony. W 2002 roku uplasował się na czwartej pozycji w Ligue 2 i awansował do pierwszej ligi. W najwyższej klasie rozgrywkowej wywalczyli jednak osiemnastą lokatę i powrócili do drugiej ligi. Tam Lesage grał przez kolejne cztery lata. Łącznie w barwach Le Havre rozegrał 260 spotkań i strzelił 66 goli.
W lipcu 2007 za dwa miliony euro został sprzedany do pierwszoligowego AJ Auxerre. Pierwszy występ zanotował tam 4 sierpnia 2007 w przegranym 0-2 spotkaniu z Olympique Lyon. W Auxerre wystąpił jedenaście razy i po półrocznym pobycie w ekipie ze stadionu l’Abbé-Deschamps został odsprzedany do Le Havre AC za półtora miliona euro.
Na koniec sezonu 2007/2008 wygrał z klubem rozgrywki drugiej ligi i wywalczył z nim awans do Ligue 1.